# Нью-Галілі (Пенсільванія)
Нью-Галілі (англ. New Galilee) — місто (англ. borough) в США, в окрузі Бівер штату Пенсільванія. Населення — 330 осіб (2020).

## Географія
Нью-Галілі розташований за координатами 40°50′0″ пн. ш. 80°24′4″ зх. д. / 40.83333° пн. ш. 80.40111° зх. д. (40.833417, -80.401018).  За даними Бюро перепису населення США в 2010 році місто мало площу 0,72 км², уся площа — суходіл.

## Демографія
Згідно з переписом 2010 року, у селищі мешкало 379 осіб у 154 домогосподарствах у складі 103 родин. Густота населення становила 529 осіб/км².  Було 179 помешкань (250/км²).
Расовий склад населення:
| - 95,8 % — білих - 2,4 % — чорних або афроамериканців |

До двох чи більше рас належало 1,1 %. Частка іспаномовних становила 2,1 % від усіх жителів.
За віковим діапазоном населення розподілялося таким чином: 20,1 % — особи молодші 18 років, 62,7 % — особи у віці 18—64 років, 17,2 % — особи у віці 65 років та старші. Медіана віку мешканця становила 44,6 року. На 100 осіб жіночої статі у селищі припадало 99,5 чоловіків;  на 100 жінок у віці від 18 років та старших — 87,0 чоловіків також старших 18 років.
Середній дохід на одне домашнє господарство  становив 49 379 доларів США (медіана — 40 000), а середній дохід на одну сім'ю — 53 867 доларів (медіана — 58 295). Медіана доходів становила 45 625 доларів для чоловіків та 27 375 доларів для жінок. За межею бідності перебувало 23,1 % осіб, у тому числі 42,9 % дітей у віці до 18 років та 0,0 % осіб у віці 65 років та старших.
Цивільне працевлаштоване населення становило 219 осіб. Основні галузі зайнятості: освіта, охорона здоров'я та соціальна допомога — 27,4 %, виробництво — 15,5 %, роздрібна торгівля — 9,1 %, транспорт — 8,7 %.